# 陈健 (1963年5月)
陈健（1963年5月—），辽宁大连人，汉族，中国共产党党员。中华人民共和国政治人物、第十三届全国人民代表大会辽宁省代表。

## 生平
2018年，陈健被选为辽宁省出席第十三届全国人民代表大会代表。